# Knut Berger
Knut Berger (* 1975 in Gelsenkirchen) ist ein deutscher Schauspieler.

## Leben

### Ausbildung und Theater
Knut Berger studierte von August 1999 bis Mai 2003 Schauspiel an der Universität der Künste in Berlin. Anschließend ging er kein festes, klassisches Theaterengagement ein, sondern arbeitete seitdem als freischaffender Schauspieler. Berger wirkte fast ausschließlich in zeitgenössischen, oft auch experimentellen, Theaterproduktionen mit. Mehrfach trat er in Inszenierungen der Choreografin Constanza Macras und der israelischen Regisseurin Yael Ronen auf. Seine erste Zusammenarbeit mit Macras war im Jahre 2000; 2001 gastierte er in ihrer Produktion Dolce Vita beim Down Town Arts Festival in New York City.
Berger hatte seit der Spielzeit 2003/04 zahlreiche Gastengagements an der Berliner Schaubühne, wo er in mehreren Uraufführungen von Constanza Macras und Yael Ronen mitwirkte. Mit Ronens Produktion Dritte Generation, einer Koproduktion der Berliner Schaubühne mit dem Habima National Theatre of Israel, gastierte Berger zwischen 2008 und 2013 u. a. in Tel-Aviv, in Italien (Parma), Polen (Łódź), Schweden (Stockholm, Malmö), Dänemark (Arhus) und Griechenland (Thessaloniki).
Weitere Engagements hatte er an der Volksbühne Berlin (2005 und 2006), am Schauspielhaus Wien (2006; als Knut in I’m not the only one von Constanza Macras), im DOCK 11 in Berlin (2007), im Hebbel am Ufer (2010; als Soldat in Die letzten Tage der Menschheit, 2011–2012, jeweils am HAU 2/HAU 3) und am Ballhaus Naunynstraße (2012; 2013 in Thelemachos von Anestis Azas und Prodromos Tsinikoris).
In der Spielzeit 2012/13 war Knut Berger am Schauspielhaus Graz als Gast in der Uraufführung von Hakoah Wien (Regie/Konzept: Yael Ronen) in der Rolle des Ehemanns Oliver zu sehen. In der Saison 2013/14 wirkte Berger in der Uraufführung von Niemandsland, der zweiten Inszenierung von Yael Ronen am Schauspielhaus Graz, mit. Weiters spielte er in dieser Spielzeit in der Wiederaufnahme von Hakoah Wien. In der Spielzeit 2014/15 war Berger erneut am Schauspielhaus Graz in den Wiederaufnahmen von Yael Ronens Inszenierungen Hakoah Wien und Niemandsland zu sehen.
In der Spielzeit 2013/14 gastierte Berger am Maxim Gorki Theater in Berlin als Elias/Ismael in der Uraufführung von Der Russe ist einer, der Birken liebt von Olga Grjasnowa (Bühnenfassung und Regie: Yael Ronen). Der Russe ist einer, der Birken liebt ist Bergers insgesamt fünfte Zusammenarbeit mit Yael Ronen. In der Spielzeit 2015/16 trat er am Maxim Gorki Theater erneut in dieser Produktion auf. Außerdem wirkte er in dieser Spielzeit in dem Theaterprojekt Small Town Boy von Falk Richter mit.
In der Spielzeit 2015/16 gastierte Berger mit Hakoah Wien am Volkstheater Wien. Außerdem wirkt er in dieser Spielzeit in der Uraufführung von Lost and Found (Regie/Konzept: Yael Ronen) mit.

### Film, Fernsehen und Hörspiel
Seit 2000 übernahm Berger auch Rollen in verschiedenen Kino- und Fernsehproduktionen. Zu seinen ersten wichtigen Filmarbeiten gehörte der Kinofilm Wir (2003) von Martin Gypkens, der beim Max-Ophüls-Festival mit dem „Förderpreis Langfilm“ ausgezeichnet wurde. Berger spielte den jungen bisexuellen, gelegentlich Kokain schnupfenden Berliner Carsten, der sich mittlerweile mehr zu Männern hingezogen fühlt. 2003 spielte er die männliche Hauptrolle in dem israelischen Kinofilm Walk on Water (2004) von Eytan Fox, einer Geschichte über das deutsch-israelische Verhältnis. Berger verkörperte einen homosexuellen Deutschen und den Enkel eines untergetauchten Alt-Nazis.
In dem Spielfilm This Is Love (2009) spielte er, an der Seite von Margarita Broich, den männlichen Part eines unsympathischen Yuppie-Ehepaars. 2012 war er neben Fabian Stumm in 56 zu sehen, der als bester Kurzfilm für den Max Ophüls Preis nominiert wurde. In der Kinokomödie Marry Me! (2015) hatte er eine Nebenrolle als Dominik.
Im Bremer Tatort: Der hundertste Affe (2016) war Berger in einer Nebenrolle als Manager eines Biotechnologie-Konzerns zu sehen.
Regelmäßig übernahm Berger Episodenrollen in Fernsehserien, insbesondere in den SOKO-Krimiformaten des ZDF. In der ersten Staffel der TV-Serie In aller Freundschaft – Die jungen Ärzte (2015) war er als alkoholkranker Patient Mark Schmitz in einer Episodenhauptrolle zu sehen. In der 20. Staffel  der ARD-Serie In aller Freundschaft (2017) spielte er den vielbeschäftigten Wirtschaftsanwalt Björn Gerdes, den Nachbarn von Professor Simoni, dessen Sohn mit schweren Verätzungen in die Sachsenklinik eingeliefert wird. In der 8. Staffel der ZDF-Serie Letzte Spur Berlin (2019) übernahm Berger eine der Episodenrollen als Krankenhausarzt Dr. Tim Bender, der eine Affäre mit einer verschwundenen Hebamme hatte. In der 20. Staffel der ZDF-Serie SOKO Leipzig (2019) hatte er eine Episodenhauptrolle als Sozialarbeiter und Pflegevater eines Problemschülers. In der 24. Staffel der ZDF-Serie SOKO Leipzig (2023) übernahm er eine Episodenhauptrolle als Vater eines verschwundenen 15-jährigen Mädchens. In der 18. Staffel der ZDF-Serie Notruf Hafenkante (2023) hatte er eine weitere Episodenhauptrolle als Investigativjournalist und angesehener Direktor einer Journalismus-Akademie.
In der 6-teiligen Hörspiel-Serie DESIRE. Über Sex, Arbeit und queeres Begehren vom WDR, die auf Interviews mit über 30 Menschen aus der Sexarbeit beruht, spricht er diverse Kunden.

### Privates
Berger lebt in Berlin. Im Februar 2021 outete er sich im Rahmen der Initiative #actout im SZ-Magazin mit 185 anderen lesbischen, schwulen, bisexuellen, queeren, nicht-binären und trans* Schauspielern.

## Filmografie (Auswahl)
- 2001: Für dich mein Herz (Kurzfilm)
- 2002: Sternenfänger (Fernsehserie, Folge: Weiterleben)
- 2003: Wir (Kinofilm)
- 2003: Irgendwas ist immer (Kinofilm)
- 2004: Übers Wasser wandeln (Walk on Water) (Kinofilm)
- 2004: SK Kölsch (Fernsehserie, Folge: Von Bullen und Butlern)
- 2004: Die fetten Jahre sind vorbei (Kinofilm)
- 2004: Super Orange (Kinofilm)
- 2005: Was Sie schon immer über Singles wissen wollten (Fernsehfilm)
- 2005: Großstadtrevier (Fernsehserie, Folge: 50 Minuten)
- 2008: Jerichow (Kinofilm)
- 2008: SOKO Wismar (Fernsehserie; Folge: Zerbrochenes Glas)
- 2009: Roentgen (Kurzfilm)
- 2009: 12 Meter ohne Kopf (Kinofilm)
- 2009: This Is Love (Kinofilm)
- 2009: SOKO Leipzig (Fernsehserie, Folge: Blutsbande)
- 2013: Freispiel (Kurzfilm)
- 2015: Marry Me! (Kinofilm)
- 2015: In aller Freundschaft – Die jungen Ärzte (Fernsehserie, Folge: Abgestürzt)
- 2016: SOKO Leipzig (Fernsehserie; Folge: Hallo Sexy!)
- 2016: Notruf Hafenkante (Fernsehserie; Folge: Shopping)
- 2016: Tatort: Der hundertste Affe (Fernsehreihe)
- 2016: SOKO München (Fernsehserie; Folge: Sternschnuppen)
- 2017: In aller Freundschaft (Fernsehserie; Folge: Nur ein Moment)
- 2018: Deutschland 86
- 2019: Letzte Spur Berlin (Fernsehserie; Folge: Happy Birthday)
- 2019: Ein ganz normaler Tag (Fernsehfilm)
- 2019: Meine Nachbarn mit dem dicken Hund (Fernsehfilm)
- 2019: SOKO Leipzig (Fernsehserie; Folge: Mord im Klassenzimmer)
- 2019: SOKO Donau/SOKO Wien (Fernsehserie; Folge: Schuld)
- 2020: Blutige Anfänger (Fernsehserie; Folge: Nachtwache)
- 2020: Liebe.Jetzt! (Fernsehserie; Folge: Die SMS)
- 2020: Heldt (Fernsehserie; Folge: Der Superheld)
- 2021: Liebe ist unberechenbar (Fernsehfilm)
- 2021: Käthe und ich: Im Schatten des Vaters (Fernsehreihe)
- 2022: Wir könnten genauso gut tot sein (Kinofilm)
- 2022: Das weiße Schweigen (Fernsehfilm)
- 2023: Doppelhaushälfte (Fernsehserie)
- 2023: Notruf Hafenkante (Fernsehserie; Folge: Fremde Federn)
- 2023: SOKO Leipzig (Fernsehserie; Folge: Joela)
- 2024: Morden im Norden (Fernsehserie; Folge: Der Trupp)
- 2024: Sad Jokes
- 2025: Polizeiruf 110: Widerfahrnis (Fernsehreihe)